# Ashleigh Southern
Ashleigh Southern, znana także jako Ash Southern (ur. 22 października 1992 w Ingham) – australijka piłkarka wodna, reprezentantka Australii, brązowa medalistka igrzysk olimpijskich w Londynie w 2012, wicemistrzyni świata.

## Udział w zawodach międzynarodowych
Od 2012 reprezentowała Australię na zawodach międzynarodowych. W styczniu 2018 doznała kontuzji barku, która wykluczyła ją z drużyny narodowej. Z reprezentacją uzyskała następujące wyniki:
| Rok  | Impreza                            | Miejsce        | Pozycja    |      |                                  |        |            |
| ---- | ---------------------------------- | -------------- | ---------- | ---- | -------------------------------- | ------ | ---------- |
| Rok  | Impreza                            | Miejsce        | Pozycja    | 2012 | Letnie Igrzyska Olimpijskie 2012 | Londyn | 3. miejsce |
| 2013 | Mistrzostwa Świata w Pływaniu 2013 | Barcelona      | 2. miejsce |      |                                  |        |            |
| 2016 | Letnie Igrzyska Olimpijskie 2016   | Rio de Janeiro | 6. miejsce |      |                                  |        |            |